# Hippodrome de Québec
L'Hippodrome de Québec était une piste de course hippique située sur le site d'ExpoCité, dans l'arrondissement de La Cité-Limoilou, à Québec.
Le bâtiment, d'abord nommé Palais central, a abrité à partir de 1917 de nombreuses compétitions sportives dont des courses hippiques. Il est démoli en 2012 pour faire place au Centre Vidéotron.

## Histoire
En 1898, la Compagnie de l'Exposition de Québec acquiert les terres agricoles Gowen à Limoilou puis érige une piste et une estrade (remplacée en 1915). En 1911, cette grande surface fait office de piste d'atterrissage au premier avion à se poser dans la ville. Le circuit accueille des courses de chevaux mais également des courses automobiles. Son bâtiment est construit en 1917 et prend le nom de Palais Central. Avant la construction du Stade municipal de Québec en 1938, les Athlétiques de Québec y jouent également au baseball.
En 1963, une annexe avec des cloisons vitrées est ajoutée aux estrades. Un Club-house est construit pour accueillir 225 personnes en 1971. Dès 1972, des courses sous harnais ont lieu l'hiver avec un système de chauffage ajoutée aux estrades. De 1977 à 1979, le circuit du Grand Prix de Québec de Formule Atlantique passe devant l'estrade de l'hippodrome. Le bâtiment est modernisé en 2007. Faute d'achalandage, l'hippodrome est contraint de fermer ses portes définitivement en 2011. Le dernier programme de courses eut lieu le dimanche 6 mai 2012. L'édifice en briques et en verre est démoli en octobre et novembre 2012 pour libérer l'emplacement pour le Centre Vidéotron.

### Entreprises et organismes à la Direction de l'Hippodrome
- 1940-1960 - Club de courses sous harnais de Québec - Jos Cauchon - Location
- 1961-1965 - Club de coures Jacques-Cartier - Donat Simard - Location
- 1966-1970 - Piste de courses de Québec - Paul Murdoch, Gérard Lapointe et Goerges Larouche - Location
- 1971-1975 - Club de courses Jacques-Cartier - Donat Simard - Location
- 1976-1998 - Hippobec inc - Marcel Jobin - Gestion
- 1998-2000 - Société de promotion de l'industrie des courses de chevaux (SPICC) - Gilbert L'Heureux suivi d'André st-Jean - Gestion
- 2000-2006 - Société nationale du cheval de course (SONACC) - Jacques Brulotte suivi de Gérald Landry - Gestion
- 2006-2009 - Attractions hippiques du Québec - Alain Gingras - Location
- 2010-2012 - Club Jockey du Québec

## Spectacles
- 31 août 2008 - Marathon rock incluant Nickelback, Bryan Adams, Dream Theater. Spectacle annulé. La première mouture du spectacle aurait inclus ces artistes. La mouture finale aurait inclus Nickelback, Collective Soul, Dream Theater et Mobile

- 19 aout 1998 Yes
- 7 juillet 1996 - Metallica
- 3 juin 1994 - Metallica

## Hommages
Le logo de la société administrant l'Hippodrome de Québec, Hippobec, fut représenté sur une pièce d'un dollar, en 1985, des Dollars du Carnaval de Québec. Ces pièces de monnaie symboliques étaient vendues chez les commerçants du Vieux-Québec durant la tenue du Carnaval et leur valeur se terminait à la fin de l'édition du carnaval de l'année de frappe de la pièce